# Pseudotropheus williamsi
Pseudotropheus williamsi är en fiskart som först beskrevs av Günther, 1894.  Pseudotropheus williamsi ingår i släktet Pseudotropheus och familjen Cichlidae. IUCN kategoriserar arten globalt som livskraftig. Inga underarter finns listade i Catalogue of Life.